# Kapitol u Rimu
Kapitol ili Kapitolij (lat. Capitolinus mons, tal. il Campidoglio ili Monte Capitolino) nalazi se između Foruma i Marsovog polja (Campus Martius), te je jedan od najslavnijih i najviših od sedam rimskih brežuljaka. Do 16. stoljeća Capitolino je postao Campidoglio u rimskom dijalektu. U suvremenom talijanskom jeziku campidoglio također označava bilo kakvu kapitolnu zgradu. Hrvatska riječ kaptol također potječe od Kapitola. Kapitol sadrži relativno malo antičkih ruševina, pošto su one gotovo u potpunosti prekrivene srednjovjekovnim palačama (sada Kapitolskim muzejima) koji okružuju piazzu. Značajan dio arhitekture u ovom području projektirao je Michelangelo.

### Stari vijek
Brežuljak je bio mjesto hrama Kapitolske trijade čiju je gradnju započeo peti rimski kralj Tarkvinije Stariji. Smatrao se jednim od najvećih i najljepših hramova u gradu (iako je tek malo ostataka sačuvano) i vjerojatno je podignut na ranijem etruščanskom hramu Veiovisa, od kojeg su ostali sačuvani ostaci i kip kulta. Legenda o gradu počinje s otkrićem ljudske lubanje (latinska riječ za glavu je caput) kada su iskopani temelji za Jupiterov hram prema Tarkvinijevoj zapovijedi. 
Na tom je brežuljku Vestina djevica Tarpeja pustila u grad Sabinjanke, koje su gmizale do utvrđenog grada. Stoga je prva pretrpila kaznu zbog izdaje kojom se morala baciti sa strmog vrha brežuljka na Tarpejine stijene oštre poput noža. Čim su se senonski Gali nastanili u središnjoj i istočnoj Italiji, napali su Rim 390. pr. Kr. Nakon bitke kod rijeke Allije, Kapitolski brežuljak bio je dio grada koji je izbjegao barbarsko osvajanje, jer su ga utvrdili rimski branitelji.
Kada je Julije Cezar pretrpio nesreću tijekom svog Trijumfa, jasno uvidjevši Jupiterov bijes zbog svojih djela u građanskom ratu, pristupio je brežuljku i Jupiterovu hramu na koljenima radi uklanjanja nesretnog omena (usprkos tome, ubijen je šest mjeseci kasnije, a Brut i ostale ubojice zaključali su se unutar hrama odmah nakon ubojstva) . Vespazijanov brat i nećak bili su također opsjedani u hramu tijekom Godine četiri cara (69.).
Tabularij, smješten u podzemlju ispod piazze i vrha brežuljka, zauzima istoimenu zgradu sagrađenu u 1. stoljeću pr. Kr. i čuva rimske državne spise. Tabularij gleda sa strane na Rimski forum. Glavna atrakcija Tabularija, osim same građevine, je Veiovisov hram.

### Srednji vijek
Crkva svete Marije od Nebeskog Oltara nalazi se uz trg smještena blizu mjesta gdje je nekoć stajao antički arks ili citadela. Na njenoj bazi nalaze se ostaci rimske insule s više od 4 skladišta vidljiva s ulice.
U srednjem vijeku sakralna funkcija brežuljka zasjenjena je određivanjem brežuljka kao centra civilne vlasti u Rimu koji je kao komuna ponovo oživio u 11. stoljeću. Gradska vlast bila je sada čvrsto pod papinom kontrolom, ali je Kapitol postao pozornica mnogih pokreta urbanog otpora poput dramatičnih scena ponovo oživljene republike Cole di Rienza. Posljedica toga bilo je okruživanje piazze postojećim zgradama sve do 16. stoljeća.

### Michelangelo
Postojeći dizajn Piazze del Campidoglio i okolnih palača (palazzo) osmislio je slavni renesansni umjetnik i arhitekt Michelangelo Buonarroti u razdoblju od 1536. – 1546. Na vrhuncu svoje slave farneski papa Pavao III. povjerio je Michelangelu ovaj posao, pošto je želio da simbol novog Rima impresionira Karla V. koji je trebao doći u grad 1538.
Michelangelovi prvi dizajni za piazzu i remodeliranje okolnih palača datiraju iz 1536. godine. Učinkovito je preokrenuo klasičnu orijentaciju Kapitola u simboličkoj gesti kojom je rimski civilni centar okrenut od rimskog foruma, usmjerivši ga prema papinskom Rimu i kršćanskoj crkvi u formi bazilike sv. Petra.
Redoslijed Cordonato piazze i središnje palače je prvo urbano uvođenje "kulta osi" koje će zaokupiti talijanske planove vrtova i doseći ostvarenje u Francuskoj (Giedion 1962).
Provođenje dizajna bio je spor posao: iako je malo stvari dovršeno za vrijeme Michelangelova života ("Cordonata" nije bila gotova kada je car Karlo stigao, a carska grupa trebala se uzverati uz padine do Foruma kako bi vidjeli radove u tijeku), radovi su nastavljeni držeći se izvornih Michelangeolovih zamisli, te je Campidoglio dovršen u 17. stoljeću. Na dizajn pločnika trebalo je pričekati još tri stoljeća. 

#### Piazza
Ptičja perspektiva na gravuri Étiennea Dupéraca pokazuje Michelangelovo rješenje problema prostora na Piazzi del Campidoglio. Čak i s novim fasadama koje su bile usredotočene na novu palaču sa strane, prostor je bio trapezoidan, a fasada nisu bile okrenute jedna nasuprot drugoj kao u kvadratu. Još je gora stvar što je cijelo mjesto bilo nagnuto (nalijevo na gravuri). Michelangelovo rješenje bilo je korjenovito. Tri remodelirane palače zatvarale su harmoničan trapezoidan prostor, kojem se pristupale stube na kosini nazvane "Cordonata". Budući da "savršeni" oblici ne bi funkcionirali, njegov razvidan oval postavljen na pločniku zapravo je jajolik, uži na jednom kraju od drugog kraja. Travertinski dizajn postavljen na pločniku savršene je razine: uokolo njegova opsega niske stube se uzdižu i završavaju u pločniku kako nagib zahtjeva. Njegov centar polagano izvire tako da se osjeti kao da se stoji na izloženom segmentu gigantskoga jajeta čitavog, ali zakopanog u centru grada u centru svijeta, kao što je istaknuo Charles de Tolnay, povjesničar koji je proučavao Michelangela (Charles De Tolnay, 1930.). isprepletena dvanaesterokraka zvijezda stvara suptilan odnos s konstelacijama, okrećući se oko ovog mjesta nazvanog Caput mundi ili "glava svijeta". Ovaj dizajn pločnika pape nisu nikad provele vjerojatno sluteći skriveni sadržaj manje kršćanskog uvoza. Benito Mussolini je naredio da se pločnik dovrši prema Michelangelovom dizajnu 1940. godine.

##### Marko Aurelije
U sredini je, ne prema Michelangelovu ukusu, stajala jedina konjanička bronca koja je preživjela od antike, prikazujući Marka Aurelija, cara filozofa. Michelangelo je osigurao nepretpostavljeni pijedestal za njega. Jedini razlog da je ova skulptura preživjela leži u činjenici da je vlast kršćanske Crkve tijekom srednjeg vijeka mislila da kip prikazuje cara Konstantina, prvog rimskog cara koji je legalizirao kršćanstvo u carstvu, i koji se prekrstio na kršćansku vjeru na samrtničkoj postelji (337.). Današnja bronca postavljena na tom mjestu je moderna kopija, a original se čuva u obližnjem Palazzo dei Conservatori.

#### Palazzi
Michelangelo je osigurao nove fronte za dvije službene zgrade rimske civilne vlasti, Palazzo dei Conservatori, Senatorio, i konačno Nuovo. Podnožni nadlučeni motiv u čitavom dizajnu Campidoglija jesu segmentalni zabati nad prozorima, koji daju blagi skok potpuno ugaonoj vodoravno-okomitoj ravnoteži dizajna. Tri palače (palazzi) sada su dom istaknutim Kapitolskim muzejima.

##### Palazzo dei Conservatori
Palazzo dei Conservatori ("Palača Konzervatora"), izvorno nazvan Palazzo Caffarelli, sagrađen je u srednjem vijeku za lokalne magistrate na vrhu hrama iz 6. stoljeća pr. n. e. posvećenom Jupiteru nazvanom "Maximus Capitolinus". Prvi se put koristio divovski red koji se prostirao na dva kata s pojasom korintskih stupova i supsidijarnih jonskih stupova koji su ograđivali prizemne otvore lođe i prozore na prvom katu. Drugi divovski red služio je kasnije za eksterijer bazilike sv. Petra. Njegovu fasadu je obnovio Michelangelo u 1530-ima, kao i drugi umjetnici više puta kasnije.

##### Palazzo Senatorio
Sagrađen tijekom 13. i 14. stoljeća, Palazzo Senatorio ("Senatorska palača") stoji nad Tabularijem koji je nekoć udomljavao arhive antičkog Rima. Blokovi peprino mramora ugrađeni u Tabularij ponovo su korišteni na lijevoj strani palače i uglu zvonika. Danas se tu nalazi rimska gradska vijećnica. Dvostruke stube dizajnirao je Michelangelo. Fontana ispred stuba sadrži riječne bogove Tibera i Nila kao i Deu Romu (Minervu). Zvonik je dizajnirao Martin Longhi Stariji, a sagrađen je između 1578. i 1582. Trenutnu fasadu dizajnirali su Giacomo della Porta i Girolamo Rainaldi.

##### Palazzo Nuovo
Kako bi se piazza simetrično zatvorila i sakrio toranj Aracoeli, započelo se 1603. s gradnjom "Nove palače" (Palazzo Nuovo). Palazzo Nuovo dovršen je 1654. a otvoren za javnost 1734. Njegova fasada duplicira onu na Palazzu dei Conservatori. Drugim riječima, identična je kopija napravljena korištenjem Michelangelovih nacrta kada je redizajnirao Palazzo dei Conservatori stoljeće ranije.

#### Balustrade
Balustrade istaknute skulpturama na vrhu divovskih stupova koji natkrivaju kompoziciju, jedan su od najutjecajnijih Michelangelovih dizajna. Dva masivna antička kipa Kastora i Poluksa koji ukrašavaju balustrade nisu kakvima ih je postavio Michelangelo, koji se sada nalaze ispred Palazza del Quirinale.

#### Cordonata
Do starijih i strmijih stuba koje vode do Aracoeli, Michelangelo je postavio monumentalno široke stube (cordonata), nježno i stupnjevito uzdižući se uz brdo sve do visoke piazze, tako da je Campidoglio čvrsto okrenuo leđa rimskom forumu nad kojim je nekad zapovijedao. Sagrađene su da budu dovoljno široke kako bi se konjanici mogli uspeti na brdo bez da sjašu. Ogradu natkrivaju dva kipa egipatskih lavova u crnom bazaltu koji se nalaze na njezinoj bazi, te mramorni prikazi Kastora i Poluksa na njezinom vrhu.